# Mini-jeu
Un mini-jeu ou minijeu est un court jeu vidéo soit présent au sein d’un autre jeu vidéo soit constituant avec de nombreux autres un jeu à part entière. Généralement, le mini-jeu est plus petit et plus simple que le jeu dans lequel il apparaît.

## Caractéristiques
Certains jeux sont constitués d'une série de mini-jeux réunis, comme c'est le cas par exemple de la série des WarioWare ou Defender of the Crown. Il existe aussi des jeux formés d'une succession de mini-jeux spécialement destinés au multijoueur, comme la série Mario Party ou Fuzion Frenzy.

## Intégration
Les mini-jeux peuvent apparaître en tant qu’élément du gameplay ou en tant qu’easter egg. Dans le premier cas, il peut être nécessaire de finir les mini-jeux pour finir le jeu en lui-même, par exemple dans Zool. Dans le second, l’intégration de Maniac Mansion dans le jeu Maniac Mansion: Day of the Tentacle fait référence à l’origine même des personnages.
Ils peuvent également être présent pendant le temps de chargement d'un jeu. Pour ce type de mini-jeux, Namco a déposé un brevet en 1995, et l'a intégré régulièrement dans ses jeux depuis.
Des jeux comme Grand Theft Auto: San Andreas ou encore Fable: The Lost Chapters comprennent également des mini-jeux dans le jeu lui-même pour ajouter des possibilités de jeu ou le rendre plus réaliste (livraisons, activités sportives...).
Dans la même lignée d’exemple, on trouvera des jeux comme Final Fantasy, dont une certaine partie de la série comporte des mini-jeux inédits à chaque version. Ce sont souvent des jeux de cartes qui sont intégrés au gameplay, mais dont les cartes représentent la plupart du temps des monstres rencontrés dans le jeu.

## Critique
Le plus souvent, les mini-jeux intégrés à d'autres jeux sont considérés du « remplissage » et ne sont pas remarqués par la critique. Dans le jeu Onechanbara cependant, le mini-jeu destiné à faire patienter le joueur pendant le temps de chargement, une version du même jeu en deux dimensions à défilement horizontal, a été jugé plus intéressant que le jeu lui-même.